# Doug Mastriano
Douglas Vincent Mastriano (Nuevo Brunswick, 2 de enero de 1964) es un exmilitar y político estadounidense de extrema derecha. Es coronel retirado del ejército de los Estados Unidos y es senador estatal por el distrito 33 de Pensilvania.
Es miembro del Partido Republicano, anteriormente se postuló para el distrito 13 del Congreso de Pensilvania y luego ganó las elecciones especiales de 2019 para reemplazar al senador estatal Rich Alloway. Mastriano ha sido descrito por algunas fuentes como de extrema derecha, nacionalista cristiano (una etiqueta que él rechaza) y dominionista; ha hecho publicaciones que hacen referencia a QAnon.
Un aliado cercano del expresidente Donald Trump, Mastriano recibió atención nacional por sus esfuerzos para anular las elecciones presidenciales de Estados Unidos de 2020. Mastriano estuvo presente en el mitin de Washington D. C. el 6 de enero de 2021, donde una turba atacó el Capitolio de los Estados Unidos. Mastriano no ingresó al Capitolio, pero sí atravesó las barreras abiertas e instaladas por la Policía del Capitolio. El 22 de febrero de 2022, Mastriano fue citado por el Comité Selecto de la Cámara de Representantes de los Estados Unidos sobre el ataque del 6 de enero.
Candidato republicano a gobernador de Pensilvania en las elecciones de 2022, perdió las elecciones en favor de su rival  demócrata Josh Shapiro.